# Römisches Brandgräberfeld Idenheim
Koordinaten: 49° 53′ 18″ N, 6° 33′ 26″ O
Das Römische Brandgräberfeld Idenheim ist ein römisches Grabfeld in der Ortsgemeinde Idenheim im Eifelkreis Bitburg-Prüm in Rheinland-Pfalz.

## Beschreibung
Auf der heutigen Gemarkung von Idenheim befinden sich zwei Brandgräberfelder. Eines liegt südwestlich des Ortes am Rande eines Waldgebiets und eines westlich der Ortsgemeinde zwischen Idenheim und Meilbrück (Meckel).
Brandgräberfeld 1 stammt aus der Zeit um 100 n. Chr. und Brandgräberfeld 2 entstand etwa in der ersten Hälfte des 1. Jahrhunderts n. Chr. bis in das frühe 2. Jahrhundert n. Chr. Beide sind somit als römerzeitlich einzuordnen.

## Archäologische Befunde

### Brandgräberfeld 1
Unweit der 1973 gefundenen Grabhügelnekropole fand man 1925 bei Forstarbeiten römische Brandgräber. Sie wurden jedoch zu spät entdeckt und bei den Arbeiten zerstört. Man konnte lediglich ein Tonlämpchen, Scherben von drei Tongefäßen und eine unbestimmbare Kupfermünze bergen. Diese befinden sich heute im Besitz des Rheinischen Landesmuseums Trier und konnten dem Jahrzehnt 100 n. Chr. zugeordnet werden.

### Brandgräberfeld 2
Bei Bauarbeiten fand man unweit der Landesstraße 2 von Idenheim nach Meilbrück in der Nähe des Wohnplatzes Tannenhof ein weiteres Feld von römischen Brandgräbern. Man verzichtete auf eine genauere Untersuchung und führte lediglich eine Bergung der freigelegten Funde durch. Hierbei handelt es sich um einige Tongefäße aus dem 1. und 2. Jahrhundert n. Chr. Sie befinden sich heute im Kreismuseum Bitburg-Prüm.

## Erhaltungszustand und Denkmalschutz
Die römischen Brandgräber wurden durch die Forstarbeiten und durch den Straßenbau weitestgehend zerstört und sind nicht mehr bzw. nur in Teilen noch erhalten.
Die Brandgräberfelder sind als eingetragenes Kulturdenkmal im Sinne des Denkmalschutzgesetzes des Landes Rheinland-Pfalz (DSchG) unter besonderen Schutz gestellt. Nachforschungen und gezieltes Sammeln von Funden sind genehmigungspflichtig, Zufallsfunde an die Denkmalbehörden zu melden.